# Franz Gaul

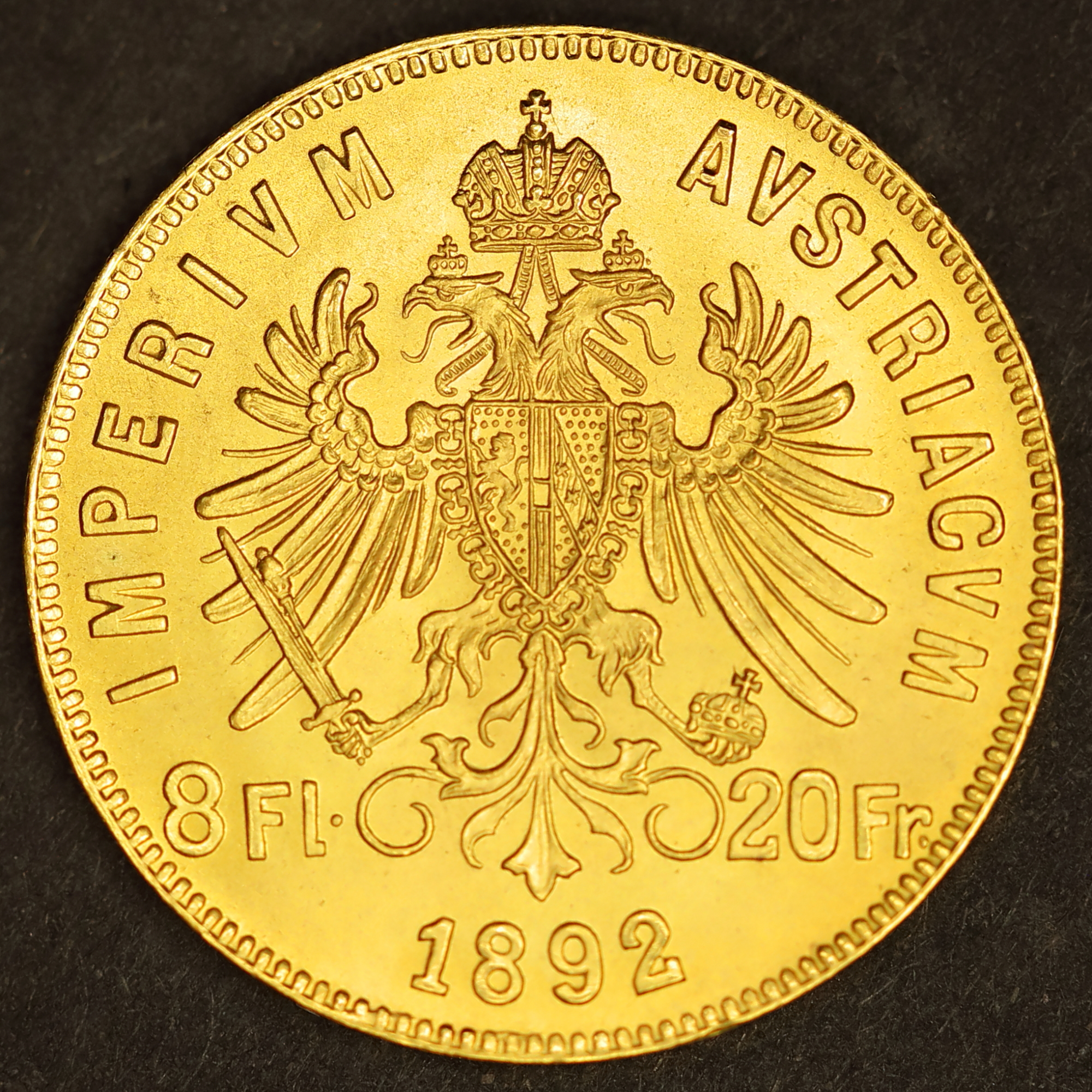
8-Gulden-Stück, Entwurf Rückseite: Franz Gaul

Franz Gaul (* 27. Juni 1802 in Wien; † 22. Oktober 1874 ebenda) war ein österreichischer Medailleur und Direktor der kaiserlichen-königlich Graveurakademie und Vater der Maler Franz Xaver Gaul und Gustav Gaul.

## Leben
Franz Gaul kam am 27. Juni 1802 in Wien zur Welt. Nach der Schule begann er zunächst ein Studium in Wien, das er allerdings 1818 abbrach, um in der Graveurschule der Wiener Akademie sich zum Graveur ausbilden zu lassen. In der Graveurschule erhielt Gaul unter Georg Pein Zeichen- und bei Luigi Pichler Medaillen- und Steinschneideunterricht. Während seiner Ausbildung nahm Franz Gaul an Preisausschreibungen teil und errang sechs Preise, unter denen auch der „Erste Hofpreis“ war, der mit einem späteren Reisestipendium verbunden war, das er jedoch nicht Anspruch nehmen konnte.
Nach Beendigung der Ausbildung fand er am 26. März 1829 Anstellung als unbesoldeter Praktikant in der Graveurakademie des kaiserlich-königlichen Hauptmünzamtes. Am 17. Juni 1833 wurde er wirklicher Graveuradjunkt. In dieser Zeit nahm Franz Gaul an zahlreichen Preisausschreibungen mit Erfolg teil, in denen man versuchte, das gefallene Niveau in der Münzschneidekunst wieder anzuheben. Mit ersten Preisen in Zeichnen, Bossieren und Gravieren gewann er bald die Achtung und die Anerkennung als Fachmann, die er dazu verwendete, Stilverletzungen und -unsicherheiten im Münzwesen zu verdrängen. So setzte er sich für die heraldisch korrekte Wiedergabe des Doppeladlers ein.
Im Jahre 1856 würdigte man auf dem Münzkongress seine Bemühungen, auf den Münzen den Doppeladler heraldisch korrekt wiederzugeben und Franz Gaul erhielt in Folge den Auftrag, an sämtlichen Münzen den Reichsadler neu und korrekt zu gravieren. 1866 wurde er zum Direktor des Hauptmünzamtes ernannt, nachdem sein Vorgänger Joseph Daniel Böhm gestorben war. Im Jahre 1874 ging er nach vierzigjähriger Dienstzeit in den Ruhestand, jedoch verstarb er einen Monat später im Alter von 72 Jahren.

## Werke
- Sämtliche Münzen mit dem Doppeladler auf der Rückseite in der k. u. k. Monarchie
- Die Stempel für die ungarischen Forint Münzen von 1870 bis 1879.[1]